# Élections législatives de 2017 dans l'Indre
Les élections législatives françaises de 2017 se déroulent les 11 et 18 juin 2017. Dans le département de l'Indre, deux députés sont à élire dans le cadre de deux circonscriptions.

## Élus
| Circonscription | Député sortant       | Parti | Parti | Député élu ou réélu | Parti | Parti |
| --------------- | -------------------- | ----- | ----- | ------------------- | ----- | ----- |
| 1re             | Jean-Paul Chanteguet |       | PS    | François Jolivet    |       | LREM  |
| 2e              | Isabelle Bruneau     |       | PS    | Nicolas Forissier   |       | LR    |

## Rappel des résultats départementaux des élections de 2012
| Parti          | Parti                                | Premier tour | Premier tour | Second tour | Second tour | Sièges |
| Parti          | Parti                                | Voix         | %            | Voix        | %           | Sièges |
| -------------- | ------------------------------------ | ------------ | ------------ | ----------- | ----------- | ------ |
|                | Parti socialiste                     | 44 610       | 43,27        | 58 818      | 56,81       | 2      |
|                | Europe Écologie Les Verts            | 2 166        | 2,10         |             |             | 0      |
|                | Majorité présidentielle              | 46 776       | 45,37        | 58 818      | 56,81       | 2      |
|                |                                      |              |              |             |             |        |
|                | Union pour un mouvement populaire    | 33 504       | 32,50        | 44 710      | 43,19       | 0      |
|                | Divers droite dont DLR, PCD          | 1 049        | 1,02         |             |             | 0      |
|                | Parti radical                        | 207          | 0,20         | 0           |             |        |
|                | Droite parlementaire                 | 34 760       | 33,72        | 44 710      | 43,19       | 0      |
|                |                                      |              |              |             |             |        |
|                | Front national                       | 13 000       | 12,61        |             |             | 0      |
|                | Front de gauche dont COM             | 5 643        | 5,47         | 0           |             |        |
|                | Mouvement démocrate                  | 1 624        | 1,58         | 0           |             |        |
|                | Extrême gauche dont LO, NPA et POI   | 982          | 0,95         | 0           |             |        |
|                | Le Trèfle - Les nouveaux écologistes | 311          | 0,30         | 0           |             |        |
|                |                                      |              |              |             |             |        |
| Inscrits       | Inscrits                             | 173 711      | 100,00       | 173 709     | 100,00      | 2      |
| Abstentions    | Abstentions                          | 68 477       | 39,42        | 66 444      | 38,25       |        |
| Votants        | Votants                              | 105 234      | 60,58        | 107 265     | 61,75       |        |
| Blancs et nuls | Blancs et nuls                       | 2 138        | 2,03         | 3 737       | 3,48        |        |
| Exprimés       | Exprimés                             | 103 096      | 97,97        | 103 528     | 96,52       |        |

## Résultats

### Résultats à l'échelle du département
|                                           |                           |                           |                           |                          |                          |  |
|                                           |                           | Premier tour 11 juin 2017 | Premier tour 11 juin 2017 | Second tour 18 juin 2017 | Second tour 18 juin 2017 |  |
|                                           |                           |                           |                           |                          |                          |  |
|                                           |                           | Nombre                    | % des inscrits            | Nombre                   | % des inscrits           |  |
| Inscrits                                  | Inscrits                  | 170 593                   | 100,00                    | 170 597                  | 100,00                   |  |
| Abstentions                               | Abstentions               | 82 139                    | 48,15                     | 91 132                   | 53,42                    |  |
| Votants                                   | Votants                   | 88 454                    | 51,85                     | 79 465                   | 46,58                    |  |
|                                           |                           |                           | % des votants             |                          | % des votants            |  |
| Bulletins blancs                          | Bulletins blancs          | 1 704                     | 1,93                      | 7 461                    | 9,39                     |  |
| Bulletins nuls                            | Bulletins nuls            | 755                       | 0,85                      | 3 152                    | 3,97                     |  |
| Suffrages exprimés                        | Suffrages exprimés        | 85 995                    | 97,22                     | 68 852                   | 86,64                    |  |
|                                           |                           |                           |                           |                          |                          |  |
| Étiquette politique                       | Étiquette politique       | Voix                      | % des exprimés            | Voix                     | % des exprimés           |  |
|                                           |                           |                           |                           |                          |                          |  |
|                                           | Les Républicains          | 15 928                    | 18,52                     | 19 218                   | 27,91                    |  |
|                                           | La République en marche   | 14 540                    | 16,91                     | 22 303                   | 32,40                    |  |
|                                           | Mouvement démocrate       | 13 405                    | 15,59                     | 17 962                   | 26,09                    |  |
|                                           | Front national            | 12 534                    | 14,58                     | 9 369                    | 13,61                    |  |
|                                           | Parti socialiste          | 11 176                    | 13,00                     |                          |                          |  |
|                                           | La France insoumise       | 9 417                     | 10,95                     |                          |                          |  |
|                                           | Divers droite             | 2 727                     | 3,17                      |                          |                          |  |
|                                           | Écologiste                | 2 683                     | 3,12                      |                          |                          |  |
|                                           | Parti communiste français | 1 488                     | 1,73                      |                          |                          |  |
|                                           | Extrême gauche            | 1 092                     | 1,27                      |                          |                          |  |
|                                           | Divers                    | 598                       | 0,70                      |                          |                          |  |
|                                           | Debout la France          | 407                       | 0,47                      |                          |                          |  |
| Source : Ministère de l'Intérieur - Indre |                           |                           |                           |                          |                          |  |

### Résultats par circonscription

#### Première circonscription
Député sortant : Jean-Paul Chanteguet (Parti socialiste).
|                                                                         |                                                                                            |                           |                           |                          |                          |
|                                                                         |                                                                                            | Premier tour 11 juin 2017 | Premier tour 11 juin 2017 | Second tour 18 juin 2017 | Second tour 18 juin 2017 |
|                                                                         |                                                                                            |                           |                           |                          |                          |
|                                                                         |                                                                                            | Nombre                    | % des inscrits            | Nombre                   | % des inscrits           |
| Inscrits                                                                | Inscrits                                                                                   | 80 546                    | 100,00                    | 80 545                   | 100,00                   |
| Abstentions                                                             | Abstentions                                                                                | 40 326                    | 50,07                     | 44 578                   | 55,35                    |
| Votants                                                                 | Votants                                                                                    | 40 220                    | 49,93                     | 35 967                   | 44,65                    |
|                                                                         |                                                                                            |                           | % des votants             |                          | % des votants            |
| Bulletins blancs                                                        | Bulletins blancs                                                                           | 772                       | 1,92                      | 3 101                    | 8,62                     |
| Bulletins nuls                                                          | Bulletins nuls                                                                             | 322                       | 0,80                      | 1 194                    | 3,32                     |
| Suffrages exprimés                                                      | Suffrages exprimés                                                                         | 39 126                    | 97,28                     | 31 672                   | 88,06                    |
|                                                                         |                                                                                            |                           |                           |                          |                          |
| Étiquette politique                                                     | Étiquette politique                                                                        | Voix                      | % des exprimés            | Voix                     | % des exprimés           |
|                                                                         |                                                                                            |                           |                           |                          |                          |
|                                                                         | François Jolivet La République en marche                                                   | 14 540                    | 37,16                     | 22 303                   | 70,42                    |
|                                                                         | Mylène Wunsch Front national                                                               | 5 499                     | 14,05                     | 9 369                    | 29,58                    |
|                                                                         | Jean-Paul Chanteguet (député sortant) Parti socialiste                                     | 5 234                     | 13,38                     |                          |                          |
|                                                                         | Paulette Picard Les Républicains (Union des démocrates et indépendants)                    | 4 496                     | 11,49                     |                          |                          |
|                                                                         | Corinne Keller La France insoumise                                                         | 4 277                     | 10,93                     |                          |                          |
|                                                                         | Gilles des Gachons Divers droite                                                           | 1 781                     | 4,55                      |                          |                          |
|                                                                         | Muriel Beffara Europe Écologie Les Verts                                                   | 995                       | 2,54                      |                          |                          |
|                                                                         | Michel Fradet Parti communiste français                                                    | 734                       | 1,88                      |                          |                          |
|                                                                         | Patrick Bouyat Écologiste (Le Trèfle - Confédération pour l'homme, l'animal et la planète) | 471                       | 1,20                      |                          |                          |
|                                                                         | Alix Penloup-Arbona Debout la France                                                       | 407                       | 1,04                      |                          |                          |
|                                                                         | Véronique Gélinaud Lutte ouvrière                                                          | 311                       | 0,79                      |                          |                          |
|                                                                         | Jacques Charpentier Divers (Union populaire républicaine)                                  | 197                       | 0,50                      |                          |                          |
|                                                                         | Sophie Tissier Extrême gauche (Communistes)                                                | 184                       | 0,47                      |                          |                          |
| Source : Ministère de l'Intérieur - Première circonscription de l'Indre |                                                                                            |                           |                           |                          |                          |

#### Deuxième circonscription
Député sortant : Isabelle Bruneau (Parti socialiste).
|                                                                         |                                                                           |                           |                           |                          |                          |
|                                                                         |                                                                           | Premier tour 11 juin 2017 | Premier tour 11 juin 2017 | Second tour 18 juin 2017 | Second tour 18 juin 2017 |
|                                                                         |                                                                           |                           |                           |                          |                          |
|                                                                         |                                                                           | Nombre                    | % des inscrits            | Nombre                   | % des inscrits           |
| Inscrits                                                                | Inscrits                                                                  | 90 052                    | 100,00                    | 90 052                   | 100,00                   |
| Abstentions                                                             | Abstentions                                                               | 41 818                    | 46,44                     | 46 554                   | 51,70                    |
| Votants                                                                 | Votants                                                                   | 48 234                    | 53,56                     | 43 498                   | 48,30                    |
|                                                                         |                                                                           |                           | % des votants             |                          | % des votants            |
| Bulletins blancs                                                        | Bulletins blancs                                                          | 947                       | 1,96                      | 4 360                    | 10,02                    |
| Bulletins nuls                                                          | Bulletins nuls                                                            | 417                       | 0,86                      | 1 958                    | 4,50                     |
| Suffrages exprimés                                                      | Suffrages exprimés                                                        | 46 870                    | 97,17                     | 37 180                   | 85,48                    |
|                                                                         |                                                                           |                           |                           |                          |                          |
| Étiquette politique                                                     | Étiquette politique                                                       | Voix                      | % des exprimés            | Voix                     | % des exprimés           |
|                                                                         |                                                                           |                           |                           |                          |                          |
|                                                                         | Sophie Guérin Mouvement démocrate (La République en marche)               | 13 405                    | 28,60                     | 17 962                   | 48,31                    |
|                                                                         | Nicolas Forissier Les Républicains (Union des démocrates et indépendants) | 11 432                    | 24,39                     | 19 218                   | 51,69                    |
|                                                                         | Dominique Lanyi Front national                                            | 7 035                     | 15,01                     |                          |                          |
|                                                                         | Isabelle Bruneau (députée sortante) Parti socialiste                      | 5 942                     | 12,68                     |                          |                          |
|                                                                         | Lionel Thura La France insoumise                                          | 5 140                     | 10,97                     |                          |                          |
|                                                                         | Raphaël Tillié Europe Écologie Les Verts                                  | 1 218                     | 2,60                      |                          |                          |
|                                                                         | Yann Dubois de La Sablonière Divers droite                                | 946                       | 2,02                      |                          |                          |
|                                                                         | Michel Sallandre Parti communiste français                                | 754                       | 1,61                      |                          |                          |
|                                                                         | Damien Mercier Lutte ouvrière                                             | 366                       | 0,78                      |                          |                          |
|                                                                         | Laëtitia Dallais Divers (Union populaire républicaine)                    | 256                       | 0,55                      |                          |                          |
|                                                                         | Aline Pornet Extrême gauche (Communistes)                                 | 231                       | 0,49                      |                          |                          |
|                                                                         | Pierre Schwarz Divers (La Relève citoyenne)                               | 145                       | 0,31                      |                          |                          |
| Source : Ministère de l'Intérieur - Deuxième circonscription de l'Indre |                                                                           |                           |                           |                          |                          |